# Gustav Weder
Gustav Weder (ur. 2 sierpnia 1961 w Diepoldsau) – szwajcarski bobsleista (pilot boba). Wielokrotny medalista olimpijski.
Weder był jednym z najlepszych bobsleistów pierwszej połowy lat 90. Trzy razy startował na igrzyskach olimpijskich (IO 88, IO 92, IO 94) i na dwóch olimpiadach zdobywał medale. W 1992 i 1994 triumfował w dwójkach w duecie z Donatem Acklinem. Obaj znajdowali się także w składzie medalowych czwórek. Cztery razy zostawał mistrzem świata, łącznie ośmiokrotnie stawał na podium tej imprezy.